# European and Mediterranean Plant Protection Organization
De European and Mediterranean Plant Protection Organization (EPPO) (Frans: Organisation Européenne et Méditerranéenne pour la Protection des Plantes)is een intergouvernementele organisatie die verantwoordelijk is voor Europese samenwerking op het gebied van gewasbescherming in het Europese en Middellandse Zeegebied. De organisatie is opgericht bij de Conventie van 18 april 1951, opgesteld in het Engels, Frans en Russisch, en gevestigd in Parijs, Frankrijk. EPPO is de regionale organisatie voor Europa in het kader van het Internationaal Verdrag voor de Bescherming van Planten (International Plant Protection Convention, IPPC).
Om haar doelstellingen – planten beschermen, strategieën ontwikkelen tegen de introductie en verspreiding van gevaarlijke plagen, en veilige en effectieve bestrijdingsmethoden bevorderen – te verwezenlijken, ontwikkelt EPPO internationale normen en aanbevelingen, levert rapportagediensten, neemt deel aan wereldwijde discussies over de gezondheid van planten, houdt EPPO regelmatig werkgroepen van deskundigen en onderhoudt EPPO-codes. 

## Organisatie
In 2022 waren 52 landen lid van EPPO, en nog eens 9 landen “potentieel lid”. De Raad (Council) is de jaarlijkse algemene vergadering van de leden. Om de twee jaar wordt die gevolgd door een colloquium over actuele kwesties. Een Uitvoerend Comité (EPPO Executive Committee) bereidt de werkzaamheden van de Raad voor. De technische activiteiten van de EPPO worden geleid door twee werkgroepen: een voor fytosanitaire voorschriften en een voor gewasbeschermingsmiddelen. De werkgroepen kunnen specifieke taken toewijzen aan de ruim twintig bestaande panels van specialisten uit de lidstaten. 

## Publicaties
EPPO publiceert sedert 1985 jaarverslagen, via het officiële EPPO Bulletin. Dat bevat voorts artikelen over alle aspecten van gewasbescherming en wordt namens de EPPO uitgegeven door Wiley-Blackwell. De artikelen worden gepubliceerd in het Frans of Engels met een Russische samenvatting. 

## Kritiek
In het rapport PESTICIDE PARADISE oordeelt het Pesticide-actienetwerk PAN dat de Europese Commissie en de lidstaten in de praktijk hun eigen pesticidenrichtlijn ondermijnen door richtlijnen aan te nemen, voorgesteld door de technische comités van EPPO, waarin de industrie is vertegenwoordigd, en natuurbeschermingsorganisaties helemaal geen zitting hebben. 